# マイタウンクラブ
マイタウンクラブとは、神奈川県厚木市および周辺地域の地域情報や図書や施設の予約等のいくつかのサービスを電子化し統合した会員制行政サービスの総称。もしくはその手続きを行えるポータルサイトの名称。

## 概要
二つの側面を持つサービスである。
一つは、電子化された行政サービスであり、ニューメディア都市政策の一つの柱として駅や図書館等の公共施設に設置されていたかつてのVTX端末に代わり、1990年代後半市営運動施設の使用予約受付端末が設置された。2005年これに図書館の検索、貸し出し、予約などの図書館カード機能やホール等の文化施設の使用予約を加えた会員制行政サービスとしての側面である。
総務省の平成19年度「地域ICT利活用モデル構築事業」に採択され、2008年3月に『マイタウンクラブ』としてSNSを含む地域密着型総合ポータルサイトとしてリニューアルした。
情報更新頻度は非常に高く、非チェーンの個人店検索が可能な上、個人店情報の更新頻度も高い。その為、地域ポータルサイトとしては異例のアクセス数を誇り、SNSの投稿には身分確認による登録が必要なため、情報の信頼性など高い安全性が特徴となっている。